# Pachetra vestigialis
Pachetra vestigialis là một loài bướm đêm trong họ Noctuidae.